# The Rubettes
The Rubettes is een Britse glamrock- annex teenybopperpopgroep; in latere jaren speelden ze countrymuziek. Hun eerste hit was meteen hun grootste: "Sugar baby love", een nummer één-hit in de zomer van 1974. Ze traden op in teddybroeken, oversized jasjes en petten, alles in het wit en pastelkleuren.

## Groepssamenstelling
De groep werd in 1973 bijeen gebracht door het producersduo Bickerton-Waddington. Dit duo had in de jaren zestig al eens samengewerkt met ex-Beatle Pete Best en liep in 1973 te leuren met diverse doo-wop-composities. Studiomusici die Barry Blue bijstonden bleken de besten om de liederen uit te voeren.
De leden waren:
- Paul Da Vinci - zang, beroemd om zijn falset. Hij vertrok voordat het door hem ingezongen "Sugar baby love" een hit was voor een solocarrière en keerde in de jaren negentig weer terug in een door Bill Hurd opnieuw opgezette Rubettes. De Rubettes versie van Alan Williams met John Richardson en Mick Clarke in de gelederen opereerden echter ook al onder die naam. Logisch gevolg was een rechtszaak.
- Alan Williams - leadzang, piano, gitaar, klarinet
- Tony Thorpe - sologitarist, second leadzang, tenorstem
- Bill Hurd - keyboards, achtergrondzang
- Mick Clarke - basgitarist, achtergrondzang
- John Richardson - drums, basstem
- Pete Arnesen (echte naam: Hans-Peter Arnesen) - piano (vertrok op 23 november 1974).

De groep bestond tot in 1979; Alan Williams ging daarna solo verder. In 1983 kwam de groep bijeen omdat er in het gouwe ouwecircuit vraag was naar optredens van de originele Rubettes. Na hevige onderlinge ruzies moest een Britse rechter in 1998 beslissen wie het meeste recht had op de groepsnaam. Er kwam een compromis uit voort waarmee de kemphanen voort moesten: tegenwoordig is er een "The Rubettes feat. Alan Williams" en een "The Rubettes feat. Bill Hurd". Sinds kort is er ook een "The Rubettes feat. John, Mick & Steve"

## Muziek
Van de eerste drie lp's "Wear its 'at", "We can do it" en "Rubettes" werden coverversies van songs hits voor andere artiesten uit de Bickerton-Waddington-stal: "Way back in the fifties" voor ex-Move-zanger Carl Wayne in juli 1975, "Don't do it baby" voor Mac & Katie Kissoon in mei 1975 en "I'm just dreaming" in februari 1976 voor hetzelfde duo.
Begin 1976 werd besloten van sound te veranderen na het tegenvallende succes van "Little darling". "You're the reason why" en de verdere singles en lp's werden geproduceerd door Alan Blakely (ex-lid van The Tremeloes).

## Discografie

### Albums
| Album met eventuele hitnotering(en) in de Nederlandse Album Top 100 | Datum van verschijnen | Datum van binnenkomst | Hoogste positie | Aantal weken | Opmerkingen  |
| ------------------------------------------------------------------- | --------------------- | --------------------- | --------------- | ------------ | ------------ |
| Wear its 'at                                                        |                       | 16-11-1974            | 42              | 3            | The Rubettes |
| We can do it                                                        |                       | 24-5-1975             | 32              | 11           | idem         |
| Rubettes                                                            | 1976                  |                       |                 |              | idem         |
| Sign of the times                                                   | 1976                  |                       |                 |              | idem         |
| Baby I know                                                         | 1977                  |                       |                 |              | idem         |
| Sometime in Oldchurch                                               |                       |                       |                 |              | idem         |
| Still unwinding                                                     |                       |                       |                 |              | idem         |
| Shangri-La                                                          |                       |                       |                 |              | idem         |
| I can do it                                                         |                       |                       |                 |              | idem         |
| 20th Anniversary                                                    |                       |                       |                 |              | idem         |
| Making love in the rain                                             |                       |                       |                 |              | idem         |
| Smile                                                               |                       |                       |                 |              | idem         |
| The very best of the Rubettes                                       |                       |                       |                 |              | idem         |
| Over the Rainbow                                                    |                       |                       |                 |              | idem         |

### Singles
| Single met eventuele hitnotering(en) in de Nederlandse Top 40 | Datum van verschijnen | Datum van binnenkomst | Hoogste positie | Aantal weken | Opmerkingen                                 |
| ------------------------------------------------------------- | --------------------- | --------------------- | --------------- | ------------ | ------------------------------------------- |
| Sugar baby love                                               |                       | 15-6-1974             | 1               | 15           | The Rubettes / #1 in de Nationale Hitparade |
| Tonight                                                       |                       | 24-8-1974             | 6               | 9            | The Rubettes; #4 in de Nationale Hitparade  |
| Juke Box Jive                                                 |                       | 14-12-1974            | 2               | 10           | The Rubettes; #2 in de Nationale Hitparade  |
| I can do it                                                   |                       | 15-3-1975             | 5               | 7            | The Rubettes; #5 in de Nationale Hitparade  |
| Foe dee oh dee                                                |                       | 12-7-1975             | 8               | 7            | The Rubettes; #7 in de Nationale Hitparade  |
| Little darling                                                |                       | 29-11-1975            | 18              | 6            | The Rubettes; #19 in de Nationale Hitparade |
| You're the reason why                                         |                       | 1-5-1976              | 3               | 8            | The Rubettes; #7 in de Nationale Hitparade  |
| Julia                                                         | 1976                  |                       |                 |              | alleen in België                            |
| Under one roof                                                |                       | 4-9-1976              | tip             |              | alleen in België                            |
| Baby I know                                                   |                       | 29-1-1977             | tip             |              | alleen in België                            |
| Doing things with you                                         |                       | 28-3-1981             | tip             |              | Alan Williams                               |

### NPO Radio 2 Top 2000
| Nummers met noteringen in de NPO Radio 2 Top 2000 | '99  | '00  | '01  | '02  | '03  | '04  | '05  | '06  | '07  | '08  | '09  | '10  |
| ------------------------------------------------- | ---- | ---- | ---- | ---- | ---- | ---- | ---- | ---- | ---- | ---- | ---- | ---- |
| I can do it                                       | -    | 1771 | -    | -    | -    | -    | -    | -    | -    | -    | -    | -    |
| Juke Box Jive                                     | 1496 | -    | -    | 1854 | -    | -    | -    | -    | -    | -    | -    | -    |
| Sugar baby love                                   | 1321 | 1147 | 1039 | 1427 | 1468 | 1268 | 1338 | 1148 | 1441 | 1296 | 1516 | 1854 |
| You're the reason why                             | -    | 1875 | -    | -    | -    | -    | -    | -    | -    | -    | -    | -    |

1. ↑  Een '-' betekent dat het nummer niet was genoteerd en een vetgedrukt getal geeft de hoogste notering van een nummer aan.
2. ↑  Deze tabel is bijgewerkt tot en met de laatste editie (2024).